# Букварьова Олена Миколаївна
Олена Миколаївна Букварьова (рос. Елена Николаевна Букварёва; * ?) — російський біолог, еколог, доктор біологічних наук. Працює у Інституті проблем екології та еволюції ім. А.Н. Северцова Російської академії наук.
Більше 30 років пропрацювала в Інституті проблем екології та еволюції ім. А.Н. Сєвєрцова Російської Академії наук. Автор теоретичної концепції оптимального біологічного різноманіття. Брала участь в підготовці Національної стратегії Росії зі збереження біорізноманіття Росії і Екологічної доктрини Росії.

## Праці
- Задача оптимизации взаимодействия человека и живой природы и стратегия сохранения биоразнообразия / Е. Н. Букварева, Г. М. Алещенко // Успехи современной биологии. – 1994. – Т. 114. – № 2. – С. 133–143.
- Схема усложнения биологической иерархии в случайной среде / Е. Н. Букварева, Г. М. Алещенко // Успехи современной биологии. – 1997. – Т. 117. – № 1. – С.18–32.
- Оптимизация разнообразия надорганизменных систем как один из механизмов их развития в экологическом, микроэволюционном и эволюционном масштабах / Е. Н. Букварева, Г. М. Алещенко // Успехи современной биологии. – 2010. – Т. 130. – № 2. – С. 115–129.
- Принцип оптимального разнообразия биосистем / Е. Н. Бук-варева, Г. М. Алещенко // Успехи современной биологии. – 2005. – Т. 125. – № 4. – С. 337–348.
- Разделение ниш – условие или следствие наблюдаемого видового разнообразия? Оптимизация разнообразия как дополнительный механизм формирования структуры экологических сообществ / Е. Н. Букварева, Г. М. Алещенко //Успехи современной биологии. – 2012. – Т. 132. – № 4. – С. 337 – 352.
- Сохранение генофонда животного мира и проблема минимальной численности популяций / Е. Н. Букварева. – Пущино: НЦБИ АН СССР, 1985. – 26 с.
- Принцип оптимального разнообразия биосистем и стратегия управления биоресурсами / Е. Н. Букварева, Г. М. Алещенко // Государственное управление в XXI веке: традиции и инновации. Материалы 4-й ежегодной международной конференции факультета государственного управления МГУ им. М.В. Ломоносова. – М: МГУ, 2006. – С. 204–210.
- Изменение оптимальных уровней разнообразия природных биосистем при антропогенных воздействиях. Результаты моделирования / Е. Н. Букварева, Г. М. Алещенко // Тезисы докладов 13 Международного симпозиума «Сложные системы в экстремальных условиях». – Красноярск: КГУ, 2006. – С. 33.
- Принцип оптимального разнообразия: возможные следствия для эволюции биосистем / Е. Н. Букварева, Г. М. Алещенко. // Современные проблемы биологической эволюции: материалы конференции к 100-летию Государственного Дарвиновского музея. – М.: Изд-во ГДМ, 2007. – С. 260.
- Механизмы оптимизации разнообразия в ходе формирования и эволюции надорганизменных биосистем / Е. Н. Букварева, Г. М. Алещенко. // Эволюция. Проблемы и дискуссии – М.: Издательство ЛКИ, 2010. – С. 17–59.
- Ключевая экономическая ценность средообразующие функции живой природы и новая стратегия природопользования / Е. Н. Букварева // Методы решения экологических проблем. – Сумы: Изд-во СумГУ, 2010. – С. 100–124.
- Принцип оптимального разнообразия биосистем / Е. Н. Буква-рева, Г. М. Алещенко. – М.: КМК-Товарищество научных изданий, 2013. – 522 с.

## Громадянська позиція
Виступила з осудом російської збройної агресії проти України.